# سفارة النرويج في بلجيكا
سفارة النرويج في بلجيكا هي أرفع تمثيل دبلوماسي لدولة النرويج لدى بلجيكا. تقع السفارة في بروكسل وهي تهدف لتعزيز المصالح النرويجية في بلجيكا.

## وصلات خارجية
- قائمة سفارات النرويج
- قائمة السفارات في بلجيكا